# Pomona (New York)
Pour les articles homonymes, voir Pomona.
Pomona est un village du comté de Rockland, dans l'État américain de New York aux États-Unis,. Il fait partie des villes de Ramapo et de Haverstraw.